# Манапоури (озеро)
Манапоури (англ. Lake Manapouri) — озеро на острове Южный в Новой Зеландии в пределах Национального парка Фьордленд. Высота над уровнем моря — 177,8 м.

## Название
В переводе с языка маори означает «озеро печального сердца». Известны два других названия озера у коренного маорийского населения — Рото-ау (маори Roto-au; «дождливое озеро») и Мотурау (маори Moturau; «озеро тысячи островов»).

## География
С точки зрения геологии, озеро имеет ледниковое происхождение: оно образовалось около 20 тысяч лет назад в результате схода гигантских ледников. Площадь озера составляет 142 км². Глубина — 444 м (Манапоури — второе по глубине озеро Новой Зеландии).
В акватории озера находятся 34 острова, 22 из них покрыты лесом. Крупнейший из островов — Помона, расположен примерно посередине Манапоури. Другие крупные острова носят название Холмвуд, Рона, Махара. В северо-восточной части в озеро впадает река Уаиау. Она же вытекает из него в юго-восточной части Манапоури. Пополнение озера осуществляется водами, стекающими с хребтов Кеплер, Таррет и гор Хантер, которые окружают озеро со всех сторон, кроме восточного побережья, где находится небольшое поселение.

## История
Побережье озера с древних времён населено представителями коренного новозеландского народа маори, которые занимались в этой местности охотой, собирательством и рыболовством. В 1862 году Манапоури было исследовано Джеймсом Маккерроу, который дал название многим местным географических объектам. В 1901 году в окрестностях озера было выпущено несколько европейских благородных оленей, которые впоследствии распространились по всему Фьордленду.
На подземной электростанции «Манапоури», расположенной в окрестностях озера, осуществляется выработка гидроэлектроэнергии. В конце 1960-х годов правительством страны было предложено поднять уровень озера на 8,2 м для увеличения выработки электроэнергии, однако из-за общенациональных протестов экологов (кампания получила название «Спасите Манапоури») было решено отказаться от этого плана. В результате кампания против правительственного проекта стала первым в Новой Зеландии массовым движением в защиту окружающей среды.